# Andrei Codrescu
Andrei Codrescu (geboren als Andrei Perlmutter am 20. Dezember 1946 in Hermannstadt) ist ein rumänisch-amerikanischer Schriftsteller.

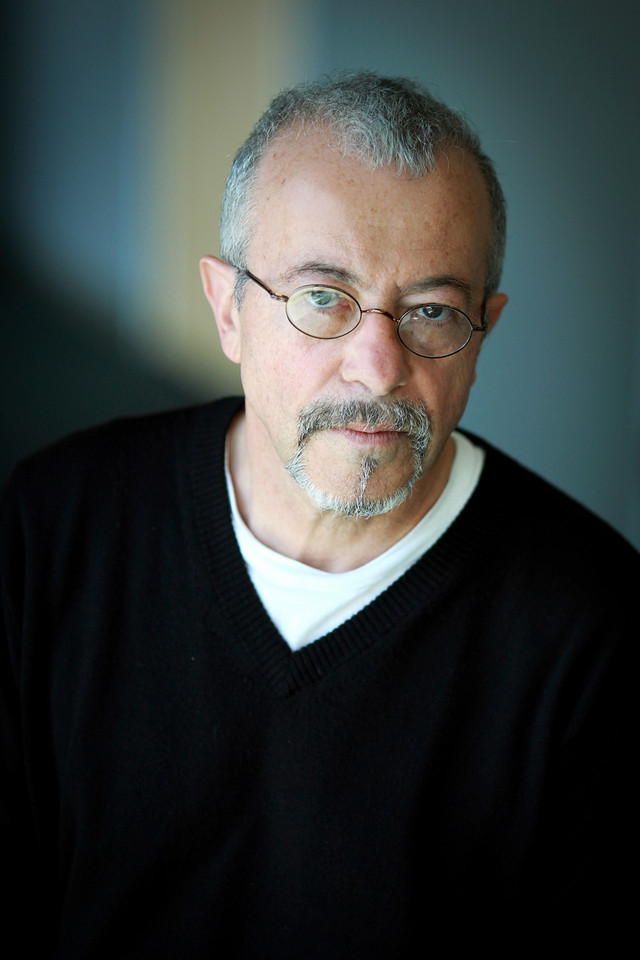
Andrei Codrescu (2009)

## Leben
Andrei Perlmutter ist Sohn eines Ingenieurs und einer Fotografin. Als Jugendlicher machte er seine ersten Schreibversuche in Rumänisch und publizierte sie unter dem Namen Andrei Steiu, um seine jüdische Herkunft zu verschleiern. Im Jahr 1965 erhielten er und seine Mutter vom rumänischen Staat ein Ausreisevisum nach Italien, nachdem der Staat Israel für die Ausreise einer größeren Gruppe rumänischer Juden ein Lösegeld gezahlt hatte. 1966 kamen sie in die USA nach Detroit, wo er beim Schriftsteller John Sinclair Anschluss fand. Nach einem weiteren Jahr ging er nach New York, schloss sich in der Lower East Side den Dichtern Allen Ginsberg, Ted Berrigan  und Anne Waldman an und veröffentlichte nun unter dem Namen Andrei Codrescu erste Gedichte in englischer Sprache. Bereits 1970 gewann er mit dem Gedichtband License to Carry a Gun den Big Table Poetry Award. Die nächsten sieben Jahre lebte er in Kalifornien, danach in Baltimore, wo er an der Johns Hopkins University unterrichtete. Im Jahr 1981 erhielt er die amerikanische Staatsbürgerschaft.
Codrescu wurde 1984 Anglistikdozent an der Louisiana State University, er wurde 2009 emeritiert. Er veröffentlichte fast jedes Jahr ein Buch und schrieb Gedichte, Erzählungen, Essays und Kritiken für die New York Times, die Chicago Tribune, Los Angeles Times, Harper's und Paris Review. Codrescu war zwischen 1983 und 2016 Kommentator im Nachrichtenprogramm All Things Considered des National Public Radio. 1995 gewann er einen Peabody Award für das Roadmovie Road Scholar. Er erhielt außerdem zweimal den Pushcart Prize. Sein Buch So Recently a World: Selected Poems, 1968-2016 wurde für den National Book Award nominiert.
In 1989 ging er für National Public Radio und ABC News Nightline nach Bukarest, um von der Rumänischen Revolution zu berichten. Seither schrieb er auch wieder in rumänischer Sprache. Mit der rumänischen Schriftstellerin Ruxandra Cesereanu schrieb er ein episches Gedicht, für das sie 2008 einen Preis des Rumänischen Rundfunks erhielten. Mehrere seiner Bücher wurden nun auch ins Rumänische übersetzt. Im Jahr 2002 drehte Codrescu in Rumänien für PBS Frontline World die Story My Old Haunts. Er übersetzte Gedichte von Lucian Blaga ins Englische. 2002 war er „King of the Krewe du Vieux“ beim Mardi Gras in New Orleans.
Codrescu war in erster Ehe mit Aurelia Munteanu verheiratet, aus seiner zweiten Ehe mit Alice Henderson hat er zwei Kinder, in dritter Ehe ist er mit der Herausgeberin von Belletristik Laura Cole Rosenthal verheiratet.

## Werke (Auswahl)
- License to Carry a Gun. Chicago: Big Table/Follet, 1970
- Why I Can’t Talk on the Telephone. San Francisco: kingdom kum press, 1971
- The History of the Growth of Heaven. New York: George Braziller, 1973
- A Serious Morning. Santa Barbara: Capra Press, 1973
- The Marriage of Insult & Injury. Woodstock: Cymric Press, 1974
- The Life & Times of an Involuntary Genius. New York: George Braziller, 1975
- For the Love of a Coat. Boston: Four Zoas Press, 1978
- The Lady Painter. Boston: Four Zoas Press, 1979
- Necrocorrida. San Francisco: Panjandrum Books, 1982
- In America’s Shoes. San Francisco: City Lights, 1983
- Selected Poems 1970–1980. New York: Sun Books, 1983
- Monsieur Teste in America & Other Instances of Realism. Minneapolis: Coffee House Press, 1987
- Raised by Puppets Only to Be Killed by Research. Boston: Addison-Wesley, 1987
- A Craving for Swan. Columbus: Ohio State University Press, 1988
- The Disappearance of the Outside: a Manifesto for Escape. Boston: Addison-Wesley Co., 1990
- The Hole in the Flag: a Romanian Exile's Story of Return and Revolution. New York: Morrow, 1991
- Comrade Past and Mister Present. Minneapolis: Coffee House Press, 1991
- Belligerence. Minneapolis: Coffee House Press, 1993
- Road Scholar: Coast to Coast Late in the Century, with photographs by David Graham. A journal of the making of the movie Road Scholar. New York: Hyperion, 1993
- The Muse Is Always Half-Dressed in New Orleans. Essays. New York: St. Martin's Press, 1995
- The Blood Countess. New York: Simon & Schuster. New York: Dell, 1995
  - Die Blutgräfin : Roman. Übersetzung Helga Bilitewski. München: Scherz, 2000
- Zombification: Essays from NPR. New York: St. Martin's Press, 1995
- Alien Candor: Selected Poems, 1970–1995. Santa Rosa: Black Sparrow Press, 1996
- The Dog With the Chip in His Neck: Essays from NPR & Elsewhere. New York: St. Martin's Press, 1997
- A Bar in Brooklyn: Novellas & Stories, 1970–1978. Santa Rosa: Black Sparrow Press. 1999
- Messiah, a novel. New York: Simon & Schuster. 1999
- Hail Babylon! Looking for the American City at the End of the Millennium. Essays. New York: St. Martin's Press 1999
- Ay, Cuba! A Socio-Erotic Journey. With photographs by David Graham. New York: St. Martin's Press. 1999 Reiseessay.
- The Devil Never Sleeps & Other Essays. New York: St. Martin's Press. Essays. 2000
- Casanova in Bohemia, a novel. New York: The Free Press. 2002
- It Was Today: New Poems. Minneapolis: Coffee House Press. 2003
- Scandal of Genius: How Salvador Dali Smuggled Baudelaire into the Science Fair. Dali Museum. 2004
- Wakefield: a novel. New York: Algonquin Books, 2004
- Instrumentul negru. Poezii, 1965-1968. Editura Scrisul Romanesc, 2005
- New Orleans, Mon Amour: Twenty Years of Writing from the City. New York and Chapel Hill: Algonquin Books. 2006
- Miracol şi catastrofă: Dialogues in Cyberspace with Robert Lazu. Timişoara: Editura Hartman. 2006
- Femeia neagră a unui culcuş de hoţi. Bukarest: Editura Vinea. 2007
- Jealous Witness: New Poems (with a CD by the New Orleans Klezmer All-Stars). Coffee House Press. 2008
- The Posthuman Dada Guide: Tzara and Lenin Play Chess. Princeton University Press. 2009
- Submarinul iertat. with Ruxandra Cesereanu, Timişoara, Romania: Editura Brumar; translated by Andrei Codrescu, as The Forgiven Submarine, Black Widow Press, 2009
- The Poetry Lesson.Princeton University Press. 2010
- Whatever Gets You through the Night: A Story of Sheherezade and the Arabian Entertainments. Princeton University Press. 2011
- So Recently Rent a World: New and Selected Poems. 2013
- Bibliodeath: My Archives (With Life in Footnotes). Antibookclub, 2013
- The Art of Forgetting: new poems. Editura Caiete Silvane. 2016
- Ruxandra Cesereanu, Andrei Codrescu: Submarinul Iertat. Bukarest: Editura Charmades, 2017 (ro)
- No Time Like Now. University of Pittsburgh Press. 2019
- Miracol și catastrofă. Interviews. Editura Cartier, 2021 (ro)